# Teja Nidamanuru
Anil Teja Nidamanuru (* 22. August 1994 in Vijayawada, Indien) ist ein niederländischer Cricketspieler, der seit 2022 für die niederländische Nationalmannschaft spielt.

## Kindheit und Ausbildung
Als Kind zog Nidamanuru mit seiner Familie nach Neuseeland.

## Aktive Karriere
Er spielte zunächst im nationalen neuseeländischen Cricket für Auckland. Ihm gelang jedoch nicht der Durchbruch ins dortige Nationalteam und nachdem er seine Ausbildung abgeschlossen hatte, fand er eine Anstellung in den Niederlanden bei einer Workflow Management Company. In Utrecht spielte er dann für den Kampong Club, bevor er zum Punjab Rotterdam Club wechselte. Dort fiel er dann den niederländischen Selektoren auf. Nidamanuru gab sein Debüt in der niederländischen Nationalmannschaft im Mai 2022 bei der ODI-Serie gegen die West Indies und erzielte dabei ein Fifty über 58* Runs. Im Juni 2022 folgte dann sein Debüt im Twenty20-Cricket beim ICC Men’s T20 World Cup Global Qualifier Group B 2022 gegen Papua-Neuguinea. Im März 2023 erreichte er dann sein erstes internationales Century über 110* Runs in der ODI-Serie in Simbabwe und wurde dafür als Spieler des Spiels ausgezeichnet.
Beim ICC Cricket World Cup Qualifier 2023 konnte er mit einem Fifty über 58 Runs gegen die Vereinigten Staaten und einem Century über 111 Runs aus 76 Bällen gegen die West Indies eine wichtige Rolle spielen bei der Qualifikation für die kommende Weltmeisterschaft. In der Folge wurde er für den Cricket World Cup 2023 nominiert.